# World Ocean Circulation Experiment
Das World Ocean Circulation Experiment (WOCE) ist ein ozeanographisches Projekt, das von 1990 bis 2002 durchgeführt wurde. Es fand im Rahmen der Integrated Global Observing Strategy statt.

## Durchführung
Insgesamt waren 30 Länder an WOCE beteiligt. In Deutschland waren unter Federführung des Alfred-Wegener-Instituts für Polar- und Meeresforschung, die Deutsche Forschungsgemeinschaft (DFG) und das Bundesministerium für Bildung und Forschung sowie verschiedene Universitäten aktiv beteiligt.
Bei WOCE wurden unter anderem Treibbojen zur Datensammlung verwendet, ein Prinzip, das im Argo-Programm fortgesetzt wird.

## Ziele
Mit WOCE sollten erforscht werden:
- Wechselwirkungen zwischen den Ozeanen und dem weltweiten Klima
- Überwachungsmöglichkeiten zu langfristigen Wechselwirkungen zwischen dem Verhalten der Ozeane und dem Klima
- längerfristige Einflüsse der Ozeane auf das globale Klima

## Ergebnisse
Als Ergebnis wurden umfassende Daten über den globalen Wassertransport wie z. B. über die Wege des Golfstroms gewonnen. Die Ergebnisse (Salzgehalte, Temperaturen, Nähr- oder Spurenstoffkonzentrationen der Ozeane)  wurden durch das Alfred-Wegener-Institut aufbereitet und sind frei abrufbar.